# Бета-вольтаїка
Бе́та-вольта́їка  — принцип генерації електроенергії шляхом опромінення напівпровідника швидкими електронами.

## Спосіб дії
Електрони високої енергії (бета-випромінювання), що вивільняються під час радіоактивного розпаду, генерують численні вторинні носії заряду через процеси зіткнення в p-n-переході напівпровідника, які потім відокремлюються від зовнішньої напруги полем зони просторового заряду, як у фотовольтаїці, щоб можна було отримати електроенергію.
Дослідження та випробування почалися в 1960-х роках. Низька ефективність вважалася проблемою цієї технології. Ані пошук нових матеріалів із більшою шириною забороненої зони та меншим радіаційним пошкодженням, ані розширення поверхні напівпровідника шляхом поверхневого структурування (пористий кремній) не дали задовільних результатів.
Першим комерційним застосуванням бета-вольтаїки була ядерна батарея («Betacel»), яка використовувалася, серед іншого, як джерело енергії для роботи кардіостимулятора.

## Використання радіонуклідів
З одного боку, тривалий період напіврозпаду бажаний для забезпечення постійної продуктивності протягом тривалого часу, з іншого боку, надто енергійні бета-частинки можуть пошкодити напівпровідник. Проте бета-частинки, які мають надто низьку енергію, не дають генерації електроенергії. Залежно від застосування також цікавить наявність матеріалу або його ціна. У той час як у космічній техніці витрати на доставку матеріалу на орбіту або до іншого небесного тіла зазвичай вищі, ніж витрати на будь-який мислимий матеріал, для земних матеріалів безумовно важливо, чи знаходиться матеріал у прискорювачах елементарних частинок через захоплення нейтронів у спеціально розроблених реакторів, побудованих для цієї мети, або шляхом простого хімічного вилучення з продуктів ділення у «відпрацьованому» ядерному паливі. Тому часто використовуються тритій, стронцій-90 (продукт ділення, який утворюється у відносно великих кількостях) або нікель-63.